# Partito Nazionale della Nuova Zelanda
Il Partito Nazionale della Nuova Zelanda (inglese: New Zealand National Party, māori: Rōpū Nāhinara o Aotearoa) è un partito politico neozelandese di orientamento conservatore fondato nel 1936.
Insieme al Partito Laburista ha conteso la guida del paese. Nel 2008, dopo 9 anni di opposizione, ha vinto le elezioni politiche e l'allora leader John Key ha assunto la carica di Primo ministro della Nuova Zelanda.

## Leader
- Adam Hamilton (1936 - 1940)
- Sidney Holland (1940 - 1957)
- Keith Holyoake (1957 - 1972)
- Jack Marshall (1972 - 1974)
- Robert Muldoon (1974 - 1984)
- Jim McLay (1984 - 1986)
- Jim Bolger (1986 - 1997)
- Jenny Shipley (1997 - 2001)
- Bill English (2001 - 2003)
- Don Brash (2003 - 2006)
- John Key (2006 - 2016)
- Bill English (2016 - 2018)
- Simon Bridges (2018 - 2020)
- Todd Muller (2020)
- Judith Collins (2020 - 2021)
- Christopher Luxon (dal 2021)

## Risultati elettorali
| Elezione      | Voti      | %     | Seggi    |
| ------------- | --------- | ----- | -------- |
| Generali 2002 | 425.310   | 20,93 | 21 / 122 |
| Generali 2005 | 889.813   | 39,10 | 48 / 122 |
| Generali 2008 | 1.053.398 | 44,93 | 58 / 122 |
| Generali 2011 | 1.058.636 | 47,31 | 59 / 122 |
| Generali 2014 | 1.131.501 | 47,04 | 60 / 121 |
| Generali 2017 | 1.152.075 | 44,45 | 56 / 120 |
| Generali 2020 | 638.606   | 26,79 | 35 / 120 |
| Generali 2023 | 1.138.108 | 40,76 | 48 / 122 |